# Campionat del Món d'esquí nòrdic de 1929
El Campionat del Món d'esquí nòrdic de 1929 fou la quarta edició del Campionat del Món d'esquí nòrdic. Es van disputar quatre proves, totes masculines, entre el 5 i el 9 de febrer de 1929 a Zakopane, Polònia.

## Resultats

### Esquí de fons
| Prova | Or                    | Plata                 | Bronze                  |
| 17 km | Veli Saarinen (FIN)   | Anselm Knuutila (FIN) | Hjalmar Bergström (SWE) |
| 50 km | Anselm Knuutila (FIN) | Veli Saarinen (FIN)   | Olle Hansson (SWE)      |

### Combinada nòrdica
| Prova             | Or                     | Plata            | Bronze              |
| Combinada nòrdica | Hans Vinjarengen (NOR) | Ole Stenen (NOR) | Esko Järvinen (FIN) |

### Salt d'esquí
| Prova          | Or                 | Plata                    | Bronze             |
| Trampolí llarg | Sigmund Ruud (NOR) | Kristian Johansson (NOR) | Hans Kleppen (NOR) |

## Medaller
| Posició | País      | Or | Plata | Bronze | Total |
| 1       | Finlàndia | 2  | 2     | 1      | 5     |
| 1       | Noruega   | 2  | 2     | 1      | 5     |
| 3       | Suècia    | 0  | 0     | 2      | 2     |
|         | TOTAL     | 4  | 4     | 4      | 12    |